# Anna Mowsisjan
Anna Mowsisjan (armenisch Աննա Մովսիսյան, engl. Transkription: Anna Movsisyan; * 15. Juli 1988 in Jerewan, Sowjetunion) ist eine ehemalige armenische Tennisspielerin.

## Karriere
Im August 2004 beim ITF-Turnier in Coimbra versuchte sich Anna Mowsisjan erstmals für eine Hauptrunde eines Profiturniers zu qualifizieren. Dort verlor sie in der ersten Runde gegen Sarah Raab mit 3:6 und 3:6. Während ihrer Profi-Karriere gelang ihr kein Turniersieg, erreichte aber dreimal ein Doppelfinale eines ITF-Turniers.
Ihr letztes internationale Turnier spielte sie Mitte Mai 2012 in Landisville, wo die in der ersten Qualifikationsrunde ausschied. Danach trat sie bis 2018 nur noch beim Fed Cup an.
Von 2008 bis 2018 spielte sie für die armenische Fed-Cup-Mannschaft, mit einer Bilanz von 29:17. Von 2011 bis 2013 war sie die Kapitänin des Teams.